# Oude Werf (Winschoten)

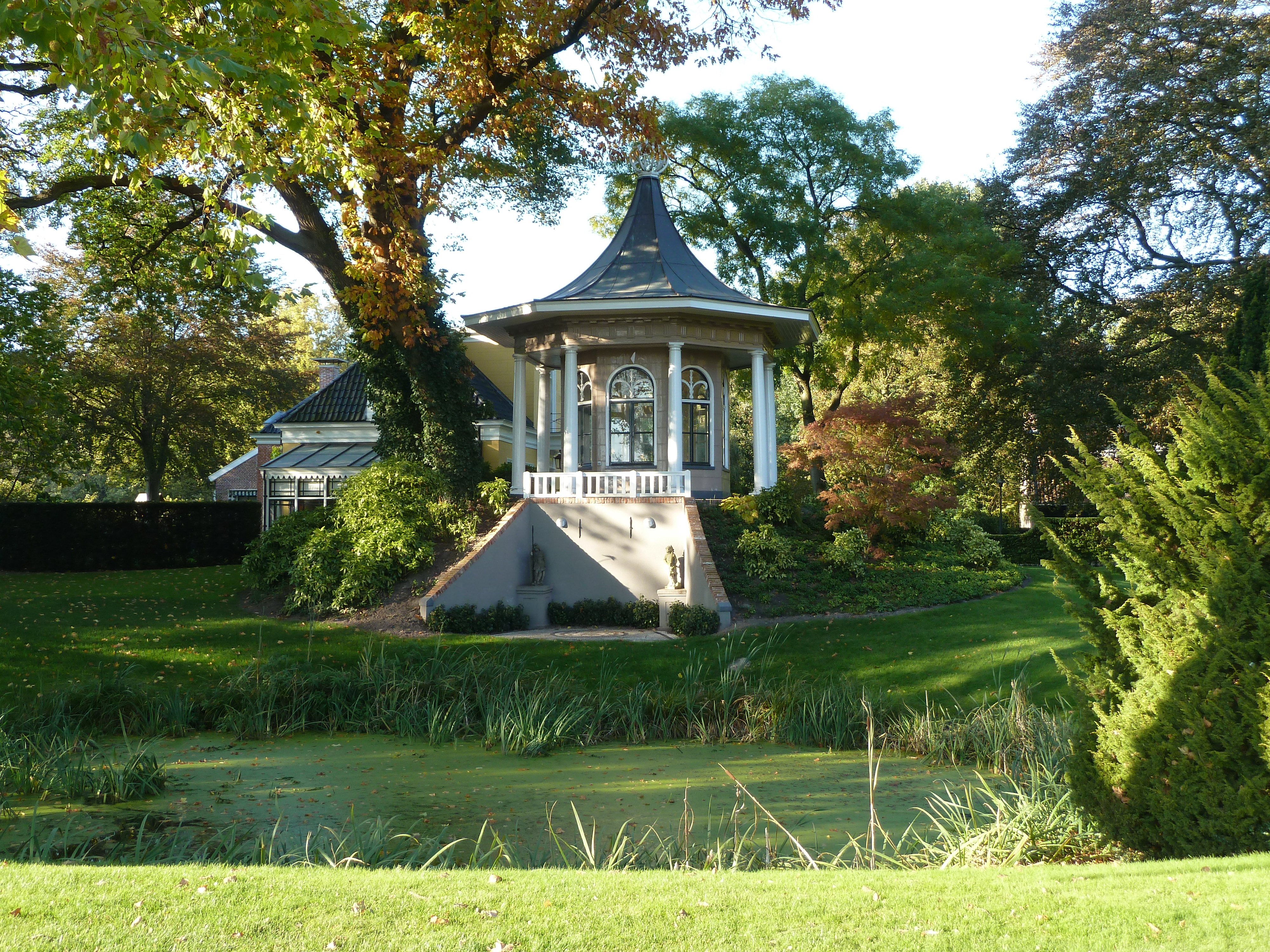
De theekoepel met linksachter huize De Burcht

Oude Werf, vroeger gespeld als Oude Warf, is een landgoed bij Bovenburen in het noordelijke deel van de Nederlandse stad Winschoten. Op het landgoed bevinden zich het landhuis De Burcht (Bovenburen 48), een tuinmanshuis en een theekoepel (Bovenburen 50).
Het landgoed is tegenwoordig volledig omsloten door latere bebouwing, maar lag vroeger midden in het veld. Het landgoed is bekend vanaf de 18e eeuw en is aangelegd op een zogenoemde kleipan. Mogelijk heeft het oorspronkelijk iets noordelijker gelegen. De Oudewerfslaan (vroeger Middellaan of Hoethslaan) vormde vroeger de oprijlaan. Ook de Kloosterlaan (Westerlaan), Vosseweg (Oosterlaan), Hoethslaan (in Heiligerlee, vroeger Westerlaan) en Loopbruglaan en de vroegere Noorderdwarslaan (nu opgesplitst door het Winschoterdiep en de A7) behoorden tot het landgoed, waartoe begin 19e eeuw ook een steenbakkerij behoorde.
De naam verwijst naar de aanwezigheid van een opslagplaats voor het afvoeren van turf uit de verveenderij ten noorden ervan. Ook werden hiervandaan hout en andere goederen afgevoerd. De opslagplaats lag niet aan het water.

## Geschiedenis

#### Het landgoed onder Rijpma en Hoeth
De herkomst van de naam Oude Werf (letterlijk: 'het oude erf') is onduidelijk. Kaarten uit de 19e eeuw situeren de Oude Werf aan de noordkant van het landgoed en ten noorden van het huidige Winschoterdiep, bij de boerderij Veenweg 8.
In 1742 was 'de plaats' Oude Warf eigendom van de Groningse gezworene, brouwer en jeneverstoker Folkerus Rijpma. Beckeringh tekent het op zijn schetskaart als een buitengoed met een eigen oprijlaan. Deze oprijlaan was de huidige Oudewerfslaan, die -zoals de suffix -laan al aangeeft- destijds was omzoomd door bomen. De oprijlaan eindigde bij de Grindweg (nu Nassaustraat). Beckeringh vermeldt dat het goed aan Rijpma toebehoort. Rijpma overleed in 1751. Waarschijnlijk werd het goed na de dood van zijn vrouw Catharina Wyrsema in 1755 door haar tweede man dominee Johannes Conradus Hubbelinck verkocht aan 'doctor' (meester in de rechten) Hindrik Rudolf Hoeth (ook Hoet of Hoedt). Mogelijk gebeurde dit in 1762, toen Hoeth (wiens naam als kerkvoogd ook voorkomt op de klok van de toren en op een steen in de toegangspoort van de Marktpleinkerk) een stuk grond verkreeg tussen de huidige Nassaustraat en Bovenburen. Ten noorden van Bovenburen had hij een jaar eerder al een kamp land verworven. Mogelijk liet Hoeth kort na de laatste transactie in 1762 met Jan Hindriks en Martjen Doekes het buitenhuis Oude Werf bouwen, dat in een advertentie uit 1799 als borgje wordt aangeduid, maar zeker is dit niet. Hij wordt voor het eerst genoemd als bewoner in 1767.
In 1775, 1777 en 1778 breidde Hoeth zijn bezit rond Bovenburen nog verder uit. De aankoop in 1777 betrof een huis plaats met meerdere stukken grond nabij Kloosterholt in Heiligerlee. Van hieruit liet hij een nieuwe laan aanleggen naar zijn noordelijke landerijen in Bovenburen (eerst Westerlaan, vervolgens Turflaan en tegenwoordig Hoethslaan genoemd). Hierdoor verloor de bestaande opslagplaats bij Bovenburen haar betekenis omdat Hoeth nu een directe aansluiting had op het Winschoterdiep, vanwaar hij de turf verder kon vervoeren naar zijn overslag plaats bij het Termunterzijldiep nabij Termunterzijl.
In 1792 probeerde Hoeth het goed te verkopen, maar de verkoop werd uitgesteld. In hetzelfde jaar verkocht hij wel het zogenoemde Hoethsveen onder Midwolda aan de eigenaar van de Ennemaborg; Johan Hora Siccama. Langs dit veen loopt nog altijd de naar hem vernoemde Hoethslaan. Ook de Oudewerfslaan werd lange tijd Hoethslaan genoemd. Na de dood van Hoeth in 1793 (die kinderloos overleed) werd de rest van het goed in 1794 in drie delen uitgeveild als "een zeer aangename en profitabele buitenplaats, Oude Warf genaamd, bestaande in een logeable heeren behuizing, schuuren, hooven, boschen en vyvers" en 192 deimten (ongeveer 96 hectare) grond, waaronder 115 deimten "kostelyke landeryen", 50 deimten hoogveen en ongeveer 27 deimten dalland met daarnaast "twee kampen kleiland" te Winschoter Wuppinge (de Winschoter Wuppen aan de oostzijde van Winschoten). De nazaten van Hoeth wisten het landgoed echter niet te verkopen. In 1794 liet de zaakwaarnemer van zijn oudere broer Willem Albert Hoeth, zijn zoon Albert Willem Hoeth, 400 essen kappen en by 'uitmyning' (veiling) verkopen, waarmee het bos verdween. Mogelijk behoorden ook de ongeveer 200 essen en 300 eikenbomen die Hoeth in 1789 te koop aanbood tot dit vroegere bos. 

#### De steenbakkerij van Hora Siccama
In 1799 werd het landgoed verkocht aan de gebroeders Wiardus en Willem Hora Siccama en hun zwager Barri Adema. Wiardus Siccama nam daarop in hetzelfde jaar het initiatief voor de bouw van steenbakkerij 'de Oude Werf' op een stuk grond ten noorden van de Oude Werf, ten noordwesten van Bovenburen en ten oosten van Heiligerlee. Deze plek is door de aanleg van het Winschoterdiep en de A7 tegenwoordig gesplitst in drie stukken ten noorden van de Kloosterlaan en de Veenweg in het verlengde daarvan. De locatie was strategisch gekozen: De veenderijen direct ten noorden van de plek zorgden voor een korte aanvoerlijn voor turf en de locatie aan de Hoethslaan naar Kloosterholt verzekerde een snelle afvoer. Om de mogelijkheden voor afvoer te vergroten werd verder de oude laan door het veen naar Midwolda hersteld. De steenbakkerij staat ingetekend op de kaart van Huguenin.
Tot het tichelwerk behoorde een brandschuur (brandhuis) met een steenoven en een panoven, een aantal droogloodsen (boewen genoemd), een kleimolen en een verblijf voor de tichellieden. Als tichellieden werden Lipskers (uit het Graafschap Lippe) ingezet. Het eerste jaar stond in het teken van de bouw van de fabriek. In 1802 trok Wiardus Siccama zich terug uit het bedrijf en verkocht zijn aandeel in de steenbakkerij aan zijn opvolger en zwager Adriaan David Cornets de Groot. In 1815 ging het bedrijf failliet en werd het gekocht door Willem Hora Siccama en Hendrikus Octavius Feith, die het vervolgens weer (voor de som van ruim 29.000 gulden) toegewezen aan Willem, Wiardus en Johan Hora Siccama, op voorwaarde dat ze de schuldeisers zouden betalen.
In 1818 verkochten de Siccama's de steenbakkerij aan de Nieuwoldse koopman Harm Sebes van Houten. De fabriek bleek echter onrendabel en in 1824 werd beslag gelegd op het geheel. Vervolgens werd de steenbakkerij opgekocht door koopman Berend Haitzema (die in 1818 ook al een bod gedaan had op de steenbakkerij), zijn schoonzoon Sijpko Stheeman en landbouwer Edsko Galtjes Dijksterhuis, die de steenbakkerij vervolgens afbraken. Haitzema bezat namelijk zelf ook een tichelwerk en probeerde waarschijnlijk op deze wijze een nieuwe concurrent te voorkomen. Na de afbraak bleven nog wel enkele huizen staan op het terrein. Mogelijk werd de droogloods nadien verbouwd tot boerderij. Het terrein stond nog tot ver in de 20e eeuw bekend onder de veldnaam Oude Werf. Het veengebied ten noorden ervan stond bekend als het 'Veen van Oude Werf'. Nadat dit gebied was verveend, werd in een deel van dit gebied een ruim 50 hectare grote polder ingericht, die tussen 1908 en 1931 het gelijknamige waterschap Veen van Oude Werf vormde. Haitzema en zijn erfgenamen speelden tevens een belangrijke rol bij de drooglegging van het Huninga-Meerland; op hun grond ontstonden de buurtschappen Meerland en Kromme-Elleboog.

#### Herstructurering van het landgoed en bouw van het huidige huis
In 1824 kwam het huis in handen van Haitzema, die het gebruikte als zomerverblijf. In 1829 stierf hij. Vervolgens kwam het in handen van zijn dochter Jantien Haitzema, gehuwd met notaris mr. Jan Fresemann Viëtor (1784-1852). Hierdoor kwam het landgoed in handen van deze familie.
Rond de dood van Berend Haitzema werd het landgoed geherstructureerd, maar het is onduidelijk wanneer wat precies gebeurde en in opdracht van wie. Op de kaart van Huguenin staat een leeg perceel ten noorden van Bovenburen ingetekend met de naam Oude Warf. Mogelijk stond het huis hier eerder en werd voor de dood van Berend Haitzema een nieuw huis gebouwd ten zuiden ervan binnen een omgracht perceel. Te oosten van dit perceel (en ten westen van de huidige Voslaan) stonden twee boerderijen. De westelijke boerderij werd in die tijd afgebroken en het omgrachte terrein werd in oostelijke richting uitgebreid, zoals te zien is op de kadastrale minuut uit circa 1832. Kort daarna liet denieuwe  eigenaar waarschijnlijk op deze plek een nieuw huis bouwen. Het landgoed eromheen kreeg vervolgens een nieuw ontwerp met slingerende vijvers (waarvoor de omgrachting deels werd gedempt). Tevens werd mogelijk in 1831 een theekoepel geplaatst op een heuvel aan een van de vijvers. Deze achthoekige theekoepel heeft een door Toscaanse zuilen gedragen omgang met daarboven een kroonlijst met trigliefen en een met een open bol bekroond ingezwenkt tentdak en vormt als meest in het oog springende gebouw van Bovenburen sinds 1973 een rijksmonument. In 1833 werd nog een duiventil geplaatst op het landgoed. Aangezien onderdelen van het ontwerp van de tuin lijken op dat van Roodbaard, wordt het mogelijk geacht dat hij de tuin ontwierp, maar bronnen hiervoor ontbreken. Aan het begin van de oprijlaan (dus aan de huidige Nassaustraat) werd een poortgebouw geplaatst, dat later werd vervangen door twee zuilen aan weerszijden van de weg.

#### Wijzigingen door Hendrik Viëtor
Na de dood van Jan in 1852 en Jantien in 1860 werd het goed in 1872 (volgens een andere bron al in 1861) door hun zoon Cornelius Dasse Viëtor (1826-1889) vanwege vertrek naar het Gelderse Dieren verkocht aan zijn broer, de steenfabrikant Hendrik Viëtor.  Deze was destijds de rijkste man van Winschoten. Hij liet hetzelfde jaar De Oude Werf verbouwen tot een riant neoclassicistisch buitenhuis met tuinmanshuis. Volgens sommige bronnen werd overigens toen pas de tuin in Engelse landschapsstijl aangelegd. Hij probeerde in 1873 de gemeente Winschoten zover te krijgen dat deze de oprijlaan zou verharden. In ruil daarvoor mocht de gemeente er een openbare weg van maken. De oprijlaan werd toen al met toestemming gebruikt door passerende wandelaars. Nadat de gemeenteraad het voorstel van Viëtor afwees, dreigde hij de monumentale bomen langs de laan te kappen; hetgeen hij uiteindelijk ook deed in 1875. Hierover klaagde Harco Ilpsema Vinckers, de toenmalige redacteur van de Winschoter Courant: "Houdtsche loane, Houdtsche loane, Moust doe ook al noar de moane"... Enkele jaren later ging de gemeente alsnog akkoord met de overnamen van de weg. Vervolgens werd de weg alsnog verhard en kregen de inwoners van Bovenburen een betere verbinding met het stadscentrum.

#### Latere eigenaren en plannen
Na het overlijden van Hendrik Viëtor werd het goed in 1895 verkocht aan Johannes Stheeman. Na zijn dood in 1898 kwam het in handen van Johannes Philippus Riedel. Na zijn dood kwam het landgoed in 1909 deels in handen van bankier Uipko Obbo Stikker. In 1915 dreigde het landgoed ten prooi te vallen aan verkaveling en kocht Stikker het op om het als geheel in stand te kunnen houden. In 1926 werd het landgoed voor 20.000 gulden verkocht aan de gemeente Winschoten. Deze wilde er in eerste instantie een kerkhof aanleggen, al wilden sommigen er ook een sanatorium voor tbc-patiënten van maken. Na de Tweede Wereldoorlog probeerde de gemeente een andere bestemming voor het terrein te vinden. Het werd genoemd als locatie voor het Protestants Christelijk Ziekenhuis en ook als plek voor een nieuw bejaardentehuis. Uiteindelijk werd het westelijke deel in 1960 door de gemeente ingericht als stadscamping. In 1966 werd de tuinkoepel gerestaureerd door architect Piet de Vrieze. In de jaren 1970 werd rondom het landgoed een nieuwe wijk gebouwd. 

#### Recente ontwikkelingen en toekomstplannen
In 1994 verkocht de gemeente Winschoten het landgoed aan Nantko Post, eigenaar van een palletfabriek in Finsterwolde en in 1993 even interim-directeur van FC Groningen. In 2001 verkocht de gemeente de verliesgevende camping aan een particuliere ondernemer onder voorwaarde dat deze het bij verkoop weer terug diende te verkopen aan de gemeente voor hetzelfde bedrag. Deze verkocht het in 2004 echter door aan een andere ondernemer, die in 2009 de camping wegens ziekte weer verkocht aan Post. Post wilde op de plaats van de camping appartementen bouwen, maar nadat hiervoor te weinig animo bleek en de buurt zich tegen zijn plannen keerde, lanceerde hij in 2014 een plan om het landgoed weer te vergroten over het terrein van de camping in de stijl van de vroegere Engelse landschapstuin met vier huizen 'in het hogere segment', naar een ontwerp van architect Jan Timmer. De vijver zou volgens dit plan moeten worden vergroot naar het oosten en noorden.